# Янукович Олександр Вікторович
Янукович Олекса́ндр Ві́кторович (нар. 10 липня 1973, Єнакієве, Донецька область, УРСР) — за фахом лікар-стоматолог, працював заступником генерального директора ТОВ «Донбаснафтопродукт», власник благодійного фонду «Олександр Янукович».
У рейтингу журналу «Кореспондент» «100 найвпливовіших українців 2012» посідає 4-те місце. Станом на листопад 2011, до сфери впливу Олександра Януковича відносять нових керівників Нацбанку України (Сергій Арбузов), МВС України (Віталій Захарченко), Державної податкової адміністрації України (Олександр Клименко) та Державного агентства земельних ресурсів (Сергій Тимченко) — так звана «Сім'я» (олігархічний клан, підконтрольний сім'ї Януковичів).
У рейтингу журналу «Кореспондент» «100 впливових українців 2013» посідає 3-тє місце.

## Сім'я
Батько Віктор Федорович — 4-й Президент України (2010—2014); мати Людмила Олександрівна — пенсіонерка, брат Віктор — Народний депутат України 5-го, 6-го і 7-го скликання. Має дружину Олену, двох синів.

## Діяльність
Янукович Олександр Вікторович має інтереси в Києві, Донецькому регіоні та Криму.
Старший син Януковича — особа непублічна. В інформаційному просторі конкретна інформація про нього стала з'являтися тільки після приходу Віктора Януковича на Банкову в лютому 2010 року. Відомо, що на момент Помаранчевої революції жив з сім'єю в Донецьку, де мав свою частку в маєтку матері Людмили Олександрівни.
За даними ЗМІ, в Олександра є інтереси на ринку нафтопродуктів, будівництві, шляхобудуванні (Донецький облавтодор), нерухомості, земельному бізнесі, елітному суднобудуванні, банківській справі, зерноторгівля.
За даними видання «Главред» контрольована ним фірма у лютому 2008 зруйнувала меморіальний будинок Лесі Українки в Балаклаві, разом з ще трьома пам'ятками архітектури.
У власності Олександра Януковича перебуває:
- Всеукраїнський банк розвитку, створений ТОВ «Донснабтара»[9]
- ПАТ «ВнєшБізнесБанк»[10];
- ТОВ «Донснабтара» (94 % належить Олександру, ще 1,5 % — матері Сергія Арбузова Валентині);
- MAKO Trading SA — Менеджмент Ассетс Компані, власність Олександра, зареєстрована в червні 2006[11]
- ТОВ «Будинок лісника»[12]
- З другої «передпрем'єрної» автобіографії Віктора Федоровича Януковича стало відомо, що Олександр працює заступником ВАТ «Донбаснафтопродукт» (15 % українського бензинового ринку), близького до Донгорбанку, підконтрольного Ахметову Р. Л. У 2007 р., за деякими даними, почав виводити свої активи зі структур Пригодського та Ахметова[13].

## Звинувачення в корупції

Країни, в яких Олександр Янукович потрапив під санкції

Прокуратури Швейцарії, Австрії та Ліхтенштейну, відповідно до заяви уряду Арсенія Яценюка, розпочали розслідування діяльності Олександра Януковича по звинуваченню в корупції та «відмиванні грошей». За повідомленням швейцарських ЗМІ, тільки на рахунках женевської філії його фірми MAKO Trading SA, за майже три роки Олександр Янукович накопичив близько пів мільярда доларів. Починаючи з 27 лютого 2014, прокуратури вищезгаданих країн заморозили банківські рахунки Олександра та всієї «сім'ї януковичів» та конфіскували документи в належних їм фірмам.
5 березня Рада Європейського Союзу ухвалила блокування коштів відстороненого Верховною Радою з посади Президента України Віктора Януковича, його синів Олександра і Віктора, експрем'єра Миколи Азарова і його сина Олексія, братів Андрія і Сергія Клюєвих, ексгенпрокурора Віктора Пшонки та його сина Артема, бізнесмена Сергія Курченка — загалом 17 осіб з-поміж колишніх урядовців та наближених до експрезидента Януковича, які підозрюються в незаконному використанні бюджетних коштів.

## Розшук
За повідомленнями ЗМІ, Олександр Янукович розшукується СБУ, МВС та органами прокуратури й підозрюється у скоєнні злочину, передбаченого ч. 2 с. 366 Кримінального кодексу (службове підроблення, підроблення документів, а також складання і видача свідомо неправдивих документів, що спричинило тяжкі наслідки).

## Судові справи
14 вересня 2015 року Печерський районний суд Києва відмовив Олександру Януковичу у задоволенні його позову до Міністерства юстиції України та депутата Верховної Ради України Антона Геращенка (фракція «Народний фронт») через висловлювання про причетність сина експрезидента України Януковича В. Ф. до розстрілу активістів Євромайдану в лютому 2014 року. Про це йдеться в фотокопії рішення суду, яка опублікована на сторінці прессекретаря Олександра Януковича в соціальній мережі Facebook. Згідно з рішенням, суд визнав висловлювання Геращенко оціночними судженнями й вказав на те, що судження такого роду не підлягають спростуванню та покаранню.
13 жовтня 2015 року Олександр Янукович подав позов до Європейського суду з прав людини у зв'язку з регулярними порушеннями Україною прав людини щодо нього та отриманням матеріальної компенсації за втрату права власності на 100 % акцій Всеукраїнського банку розвитку в розмірі ринкової вартості акцій. Підставою для подачі позову стало рішення Національного банку України від 27 листопада 2014 року про визнання Всеукраїнського банку розвитку неплатоспроможним, що спричинило введення в банк тимчасової адміністрації та його фактичну експропріацію. Внаслідок даного рішення НБУ Олександр Янукович втратив право власності на 100 % акцій банку.
13 жовтня 2021 року Вищий антикорупційний суд (ВАКС) задовольнив клопотання детективів НАБУ, погодженому з прокурором САП і заочно обрав Олександру Януковичу запобіжний захід у вигляді утримання під вартою.